# Teatro Juares
El Teatro Juares es un teatro ubicado en la Carrera 19 con Calle 25, en el centro de la ciudad de Barquisimeto, en el estado Lara, Venezuela. Es la primera sala de espectáculos del estado. 
En 1890 el presidente de la República Raimundo Andueza Palacios decreta la construcción de un teatro para Barquisimeto con dimensiones y belleza a la altura de los europeos. El proyecto fue encomendado al arquitecto Luciano Urdaneta en colaboración con Luis Muñoz Tebar. Con el Gobernante General Aquilino Juares se inician los trabajos para la construcción del teatro y fue inaugurado en el año 1905 con el nombre de "Teatro Municipal".  En el año 1912 el Concejo Municipal le asigna el nombre de Juares, en homenaje a uno de los ciudadanos más cultos de su época. (Se le cambia la Z del apellido Juares por la S para diferenciarlo del Prócer Mexicano Benito Juárez).
En el año 1947 se decreta su refacción total, desapareciendo la antigua fisonomía para darle paso a una edificación innovadora la cual aún mantiene en su interior.
El 27 de abril de 2009 y luego de casi diez años sin funcionar durante el período de remodelación, el Teatro Juares dio reapertura a sus puertas con concierto sinfónico dirigido por Gustavo Dudamel. Con más de 100 años, el teatro se ha constituido en un icono para la ciudad, en donde se realizan variados espectáculos y manifestaciones culturales, lo que también es de atractivo para los turistas.
La obra completa de butacas, realizada en dos fases, culminó con un aforo total de 708 lugares. Estas butacas fueron importadas desde Estados Unidos. El proyecto de butacas estuvo a cargo de Jesús Fernández de GETECA.